# Fraidy Cat
«Боягузливий кіт» (англ. Fraidy Cat) — четвертий епізод з мультсеріалу «Том і Джеррі», що вийшов 17 січня 1942 року.

## Сюжет
Вночі в будинку Том слухає на радіоприймачі шоу страшилок «Зачарований час» (радіо озвучувала Марта Вентворт). Під час оповіді Том неодноразово лякається, і зрештою ховається у вазі. Джеррі спостерігає те, що відбувається, і вирішує злякати Тома. Том лякається штори, що крутиться, і від страху схоплюється на обігрівач. Джеррі збільшує тиск пари та запускає кота в повітря. Том ховається в шафі.
Тим часом Джеррі ховається за нічною сорочкою Матусі Два-Капці, одягненої на пилосос, і вмикає його. Том побачив «примару» і раптово непритомніє. Коли кіт прийшов до тями, Джеррі вмикає втягування, і Тома ледь не засмоктує в пилосос. Том у паніці хапається за поручні сходів. Але його дев'ять життів вискакують одне за одним. Дев'яте кусає Тома за хвіст і кіт з криком продовжує тікати від примари, але врізається в стіну. Життя знову входять у Тома.
Том бачить, що «примара», яка так сильно його налякала — це Джеррі. Мишеня продовжує роздмухувати і здмухувати нічну сорочку, але помічає Тома поруч із собою. Джеррі тікає від кота на роялі і намагається знову налякати його, але Том продовжує погоню. Мишеня зістрибує з рояля і вдаряє Тома фурнітурою. Матуся Два-Капці прокидається від усього цього і, думаючи, що в будинку — злодій, озброюється качалкою. Том бачить Матусю в нічній сорочці. Він думає, що це знову Джеррі-примара і накидається на господиню, кусаючи її ззаду.
Матуся Два-Капці карає Тома. Джеррі, що сховався від Тома в банку з борошном, вилазить увесь білий. Побачивши своє спотворене, розтягнуте відображення у вазі, він лякається самого себе і тікає у свою нірку, а потім висовує голову, запитуючи: «А що це було?».
На цьому епізод закінчується.

## Факти
- Це перший епізод, у якому Том та Джеррі програють обидва.
- На Cartoon Network всі частини з Матусею Два-Капці вирізано, зокрема й той момент, коли Том накидається на неї. Можна подумати, що саме Том загнав Джеррі в нору.
- Цього разу Том вдруге одразу розмовляє.